# Medalla presidencial de Bolivia
La medalla presidencial de Bolivia es una pieza histórica de gran valor, considerada única en América, y que le es conferida al presidente de Bolivia al momento de asumir la presidencia del país. Se constituye, junto a la banda presidencial y el bastón de mando, en un símbolo presidencial del primer mandatario de país.
Es una medalla de la numismática americana del siglo XIX, elaborada en oro de 22 quilates y adornada con diamantes, acuñada en la Casa de la Moneda de Potosí, y que fue un regalo al Libertador Simón Bolívar a su llegada a suelo boliviano en 1825. El valor simbólico de este objeto es similar al de "una corona, en el caso de las monarquías, y de la tiara, si nos referimos al papa".
El 9 de agosto del 2018, durante el gobierno de Evo Morales, Bolivia amaneció con un hecho insólito. La medalla presidencial había sido robada cuando el custodio se fue al prostíbulo. Después de una búsqueda intensa, la medalla fue devuelta a un templo y luego volvió a palacio.

## Historia
La Asamblea General Constituyente, queriendo exteriorizar su admiración al Libertador, acordó la creación de la medalla por Decreto del 11 de agosto de 1825, en cuyo artículo ocho señala:

"El Gran Mariscal de Ayacucho, como encargado inmediato del mando de los departamentos de la República, mandará formar y presentar a S.E. el Libertador, una medalla de oro, tachonada de brillantes, del diámetro que juzgue más adecuado, para que en el anverso de ella se figure el cerro de Potosí, y al Libertador colocado al término de una escala formada de fusiles, espadas, cañones y banderas, en actitud de fijar sobre la cima de dicho cerro, la gorra de la libertad y en el reverso, entre una guirnalda de oliva y laurel, la siguiente inscripción: la República Bolívar agradecida al héroe cuyo nombre lleva."
Decreto del 11 de agosto de 1825
Artículo 8

A dicho envió, Bolívar respondió con una carta de agradecimiento a Sucre y a la Asamblea, que el periódico boliviano El Cóndor publicó en 1826, asegurando que en señal de profundo reconocimiento a Bolivia conservará las joyas toda su vida y que a su muerte devolverá el presente al cuerpo legislativo.
Cuando el Libertador comprendió que pronto moriría, escribió su testamento el 10 de diciembre de 1830, sin olvidar su promesa de devolver a Bolivia la medalla que la Asamblea General le había consagrado:

"Es mi voluntad que la medalla que me presentó el Congreso de Bolivia a nombre de aquel pueblo, se le devuelva como se lo ofrecí, en prueba del verdadero afecto que aun en mis últimos momentos conservo a aquella República."
Fragmento del Testamento de Bolívar

El 17 de ese mismo mes fallecería Bolívar en San Pedro Alejandrino, encargando a uno de sus albaceas, Juan Francisco Martín, como custodio de sus pertenencias, entre ellas la medalla en cuestión. Fueron comisionados de Bolivia por el mariscal Santa Cruz, el capitán Mateo Belmonte y el sargento mayor José Buitrago, ambos representantes bolivianos. Después de una desastrosa travesía de 6 meses, en junio de 1831 llegaron a su destino. Se presentaron ante el albacea mencionado y recogieron la medalla. El encargado de traerla hasta el país fue Buitrago, Belmonte se demoraría por razones familiares. El Congreso General Constituyente resolvería el 15 de septiembre de 1831 ceder la medalla a perpetuidad al entonces presidente de Bolivia, Mcal. Andrés Santa Cruz, en reconocimiento a sus servicios para con el país.
En 1839, tras el fracaso de la Confederación Perú-Boliviana, José Miguel de Velasco derrocó a Santa Cruz haciéndose con el poder e instituyendo un gobierno revolucionario y restaurador, y casi inmediatamente yendo en persecución de los partidarios crucistas. Una de las medidas iniciales de Velasco fue el de exigir a la esposa de Santa Cruz, doña Francisca Cernadas, la devolución de la medalla, a quien intimidaron con una cuadrilla de militares cercando su casa, amenazando con fusilarla si no la entregaba.
Mediante Decreto de 28 de octubre de 1839, Velasco dispuso que la medalla, antes perteneciente a Bolívar y Santa Cruz, sea desde ese momento un símbolo presidencial.

### Medalla extraviada, robada y recuperada
El martes de 7 de agosto de 2018, la medalla presidencial fue robada del interior de un coche. La medalla había sido confiada al cargo de un militar, que la había llevado solo a Cochabamba en vuelo comercial, en un maletín junto con la banda y el bastón de mando presidenciales. La intención era que fuesen utilizados por el presidente en un desfile militar de homenaje a las Fuerzas Armadas bolivianas al día siguiente. El militar fue a un prostíbulo y dejó las insignias presidenciales en el interior de un coche; al salir descubrió que habían sido robadas.
A mediodía del 8 de agosto los ladrones devolvieron las insignias, dejándolas en una iglesia y anunciándolo con una llamada anónima a la Policía. Los hechos supusieron gran cantidad de críticas al Gobierno por la laxitud del protocolo de custodia de las insignias presidenciales.

## Características
En agosto de 1926 se hizo un proceso de certificación de la medalla, arrojando estos datos: se habían sustituido por piedras falsas 24 diamantes sudafricanos que estaban incrustados en la medalla original, partes de la cadena de oro, originalmente de 22 quilates, fueron remplazadas por otras de fantasía y oro de menor ley, y el corazón de la medalla del Libertador, en cuyo reverso iba grabada la leyenda, fue arrancado de la montura de brillantes y sustituido por otro. Las partes originales de la medalla nunca se encontraron. En el gobierno de Jorge Quiroga se trabajó en la restauración de la medalla, reponiendo las joyas faltantes, cambiando la cadena de fantasía que llevaba y restituyendo el reverso original de la medalla, tal como se supone debió haber sido.

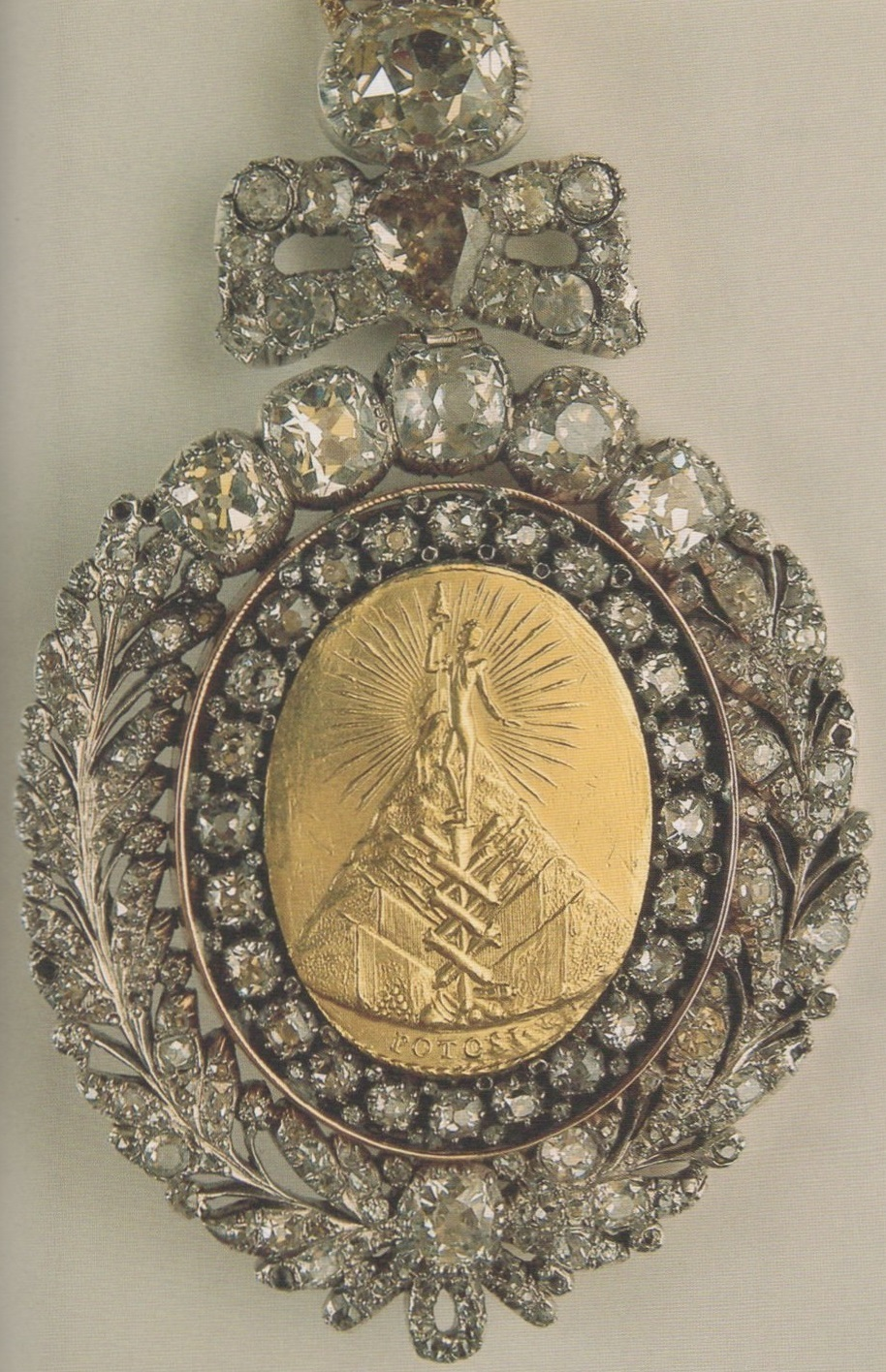
Medalla Presidencial, anverso
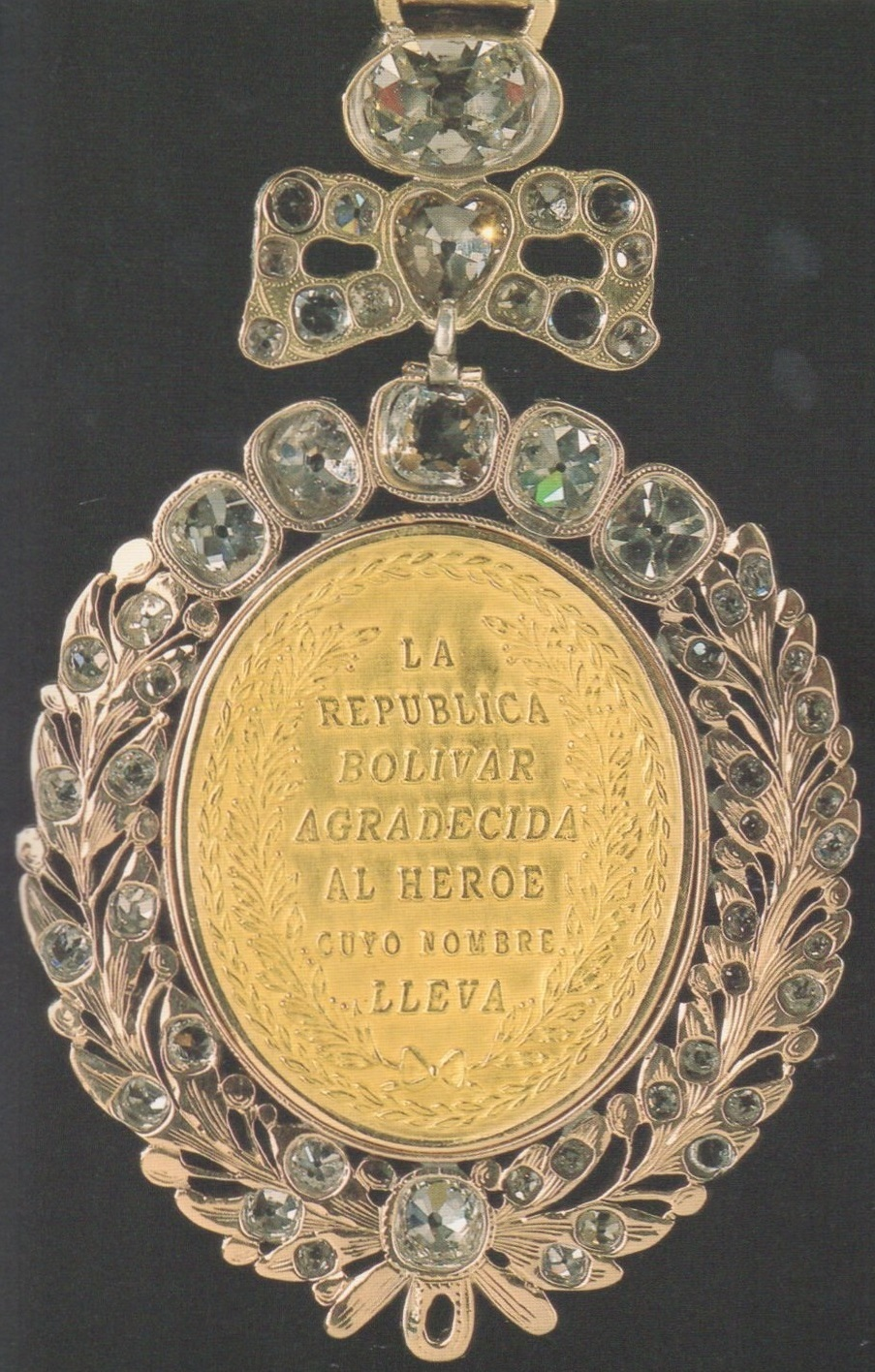
Medalla Presidencial, reverso

## Uso de la Medalla Presidencial
Está regulada por el artículo 2 del Decreto Supremo N.º 27227 del 30 de octubre de 2003, durante la presidencia de Carlos D. Mesa Gisbert:

"La Medalla del Libertador Simón Bolívar será utilizada en el Aniversario de la Independencia de la República, la Transmisión de Mando Presidencial y actos protocolares cuya importancia lo justifique.”
Decreto Supremo Nº 27227 de 30 de octubre de 2003
Artículo 2

## Presidentes que portaron la Medalla Presidencial
A continuación la lista de los presidentes de Bolivia que portaron la medalla:
| N.º  | Presidente                        | Gestión         | Gestión         | Gobierno | Gobierno | Sí / No | Notas |
| ---- | --------------------------------- | --------------- | --------------- | -------- | -------- | ------- | --- |
| 1.º  | Simón José Bolívar Palacios       | 1825            | 1825            | 1        | 1        |         | Primer portador de la medalla, obsequiada por la Asamblea General. No era un símbolo presidencial.              |
| 2.º  | Antonio José de Sucre Alcalá      | 1825-1828       | 1825-1828       | 2        | 2        |         | No era un símbolo presidencial.                                                                                 |
| 3.º  | José María Pérez de Urdininea     | 1828            | 1828            | 3        | 3        |         | No era un símbolo presidencial.                                                                                 |
| 4.º  | José Miguel de Velasco Lozano     | I               | 1828            | 4        | 4        |         | No era un símbolo presidencial.                                                                                 |
| 4.º  | José Miguel de Velasco Lozano     | II              | 1829            | 6        | 6        |         | No era un símbolo presidencial.                                                                                 |
| 4.º  | José Miguel de Velasco Lozano     | III             | 1839-1841       | 10       | 10       |         | Primer presidente que porta la medalla como símbolo presidencial.                                               |
| 4.º  | José Miguel de Velasco Lozano     | IV              | 1848            | 15       | 15       |         | Porta la medalla conforme a ley.                                                                                |
| 5.º  | Pedro Blanco Soto                 | 1828-1829       | 1828-1829       | 5        | 5        |         | No era un símbolo presidencial.                                                                                 |
| 6.º  | Andrés Santa Cruz Calahumana      | I               | 1829-1831       | 7        | 7        |         | No era un símbolo presidencial.                                                                                 |
| 6.º  | Andrés Santa Cruz Calahumana      | II              | 1831-1835       | 8        | 8        |         | Porta la medalla en reconocimiento a sus actos, cedida por el Congreso General. No era un símbolo presidencial. |
| 6.º  | Andrés Santa Cruz Calahumana      | III             | 1835-1839       | 9        | 9        |         | Porta la medalla en reconocimiento a sus actos, cedida por el Congreso General. No era un símbolo presidencial. |
| 7.º  | Sebastián Ágreda                  | 1841            | 1841            | 11       | 11       |         | No utilizó la medalla durante su mandato. No fue cedida por su antecesor.                                       |
| 8.º  | Mariano Enrique Calvo Cuéllar     | 1841            | 1841            | 12       | 12       |         | No utilizó la medalla durante su mandato. No fue cedida por su antecesor.                                       |
| 9.º  | José Ballivián Segurola           | 1841-1847       | 1841-1847       | 13       | 13       |         | Porta la medalla conforme a ley.                                                                                |
| 10.º | Eusebio Guilarte Mole             | 1847-1848       | 1847-1848       | 14       | 14       |         | Porta la medalla conforme a ley.                                                                                |
| 11.º | Manuel Isidoro Belzu              | 1848-1855       | 1848-1855       | 16       | 16       |         | Porta la medalla conforme a ley.                                                                                |
| 12.º | Jorge Córdova                     | 1855-1857       | 1855-1857       | 17       | 17       |         | Porta la medalla conforme a ley.                                                                                |
| 13.º | José María Linares Lizarazu       | 1857-1861       | 1857-1861       | 18       | 18       |         | No utilizó la medalla durante su mandato. No fue cedida por su antecesor.                                       |
| 14.º | José María Achá Valiente          | 1861-1864       | 1861-1864       | 20       | 20       |         | Porta la medalla conforme a ley.                                                                                |
| 15.º | Mariano Melgarejo Valencia        | 1864-1871       | 1864-1871       | 21       | 21       |         | Porta la medalla conforme a ley.                                                                                |
| 16.º | Agustín Morales Hernández         | 1871-1872       | 1871-1872       | 22       | 22       |         | Porta la medalla conforme a ley.                                                                                |
| 17.º | Tomás Frías Ametller              | I               | 1872-1873       | 23       | 23       |         | Porta la medalla conforme a ley.                                                                                |
| 17.º | Tomás Frías Ametller              | II              | 1874-1876       | 25       | 25       |         | Porta la medalla conforme a ley.                                                                                |
| 18.º | Adolfo Ballivián Coll             | 1873-1874       | 1873-1874       | 24       | 24       |         | Porta la medalla conforme a ley.                                                                                |
| 19.º | Hilarión Daza Grosellé            | 1876-1879       | 1876-1879       | 26       | 26       |         | Porta la medalla conforme a ley.                                                                                |
| 20.º | Narciso Campero Leyes             | 1880-1884       | 1880-1884       | 27       | 27       |         | Porta la medalla conforme a ley.                                                                                |
| 21.º | Gregorio Pacheco Leyes            | 1884-1888       | 1884-1888       | 28       | 28       |         | Porta la medalla conforme a ley.                                                                                |
| 22.º | Aniceto Arce Ruiz                 | 1888-1892       | 1888-1892       | 29       | 29       |         | Porta la medalla conforme a ley.                                                                                |
| 23.º | Mariano Baptista Caserta          | 1892-1896       | 1892-1896       | 30       | 30       |         | Porta la medalla conforme a ley.                                                                                |
| 24.º | Severo Fernández Alonso Caballero | 1896-1899       | 1896-1899       | 31       | 31       |         | Porta la medalla conforme a ley.                                                                                |
| 25.º | José Manuel Pando Solares         | 1899-1904       | 1899-1904       | 33       | 33       |         | Porta la medalla conforme a ley.                                                                                |
| 26.º | Ismael Montes Gamboa              | I               | 1904-1909       | 34       | 34       |         | Porta la medalla conforme a ley.                                                                                |
| 26.º | Ismael Montes Gamboa              | II              | 1913-1917       | 36       | 36       |         | Porta la medalla conforme a ley.                                                                                |
| 27.º | Eliodoro Villazón Montaño         | 1909-1913       | 1909-1913       | 35       | 35       |         | Porta la medalla conforme a ley.                                                                                |
| 28.º | José Gutiérrez Guerra             | 1917-1920       | 1917-1920       | 37       | 37       |         | Porta la medalla conforme a ley.                                                                                |
| 29.º | Bautista Saavedra Mallea          | 1921-1925       | 1921-1925       | 39       | 39       |         | Porta la medalla conforme a ley.                                                                                |
| 30.º | Felipe Segundo Guzmán Bustillo    | 1925-1926       | 1925-1926       | 40       | 40       |         | Porta la medalla conforme a ley.                                                                                |
| 31.º | Hernando Siles Reyes              | 1926-1930       | 1926-1930       | 41       | 41       |         | Porta la medalla conforme a ley.                                                                                |
| 32.º | Carlos Blanco Galindo             | 1930-1931       | 1930-1931       | 43       | 43       |         | Porta la medalla conforme a ley.                                                                                |
| 33.º | Daniel Salamanca Urey             | 1931-1934       | 1931-1934       | 44       | 44       |         | Porta la medalla conforme a ley.                                                                                |
| 34.º | José Luis Tejada Sorzano          | 1934-1936       | 1934-1936       | 45       | 45       |         | Porta la medalla conforme a ley.                                                                                |
| 35.º | David Toro Ruilova                | 1936-1937       | 1936-1937       | 46       | 46       |         | Porta la medalla conforme a ley.                                                                                |
| 36.º | Germán Busch Becerra              | 1937-1939       | 1937-1939       | 47       | 47       |         | Porta la medalla conforme a ley.                                                                                |
| 37.º | Carlos Quintanilla Quiroga        | 1939-1940       | 1939-1940       | 48       | 48       |         | Porta la medalla conforme a ley.                                                                                |
| 38.º | Enrique Peñaranda del Castillo    | 1940-1943       | 1940-1943       | 49       | 49       |         | Porta la medalla conforme a ley.                                                                                |
| 39.º | Gualberto Villarroel López        | 1943-1946       | 1943-1946       | 50       | 50       |         | Porta la medalla conforme a ley.                                                                                |
| 40.º | Néstor Guillén Olmos              | 1946            | 1946            | 51       | 51       |         | Decide no utilizar la medalla durante su mandato.                                                               |
| 41.º | Tomás Monje Gutiérrez             | 1946-1947       | 1946-1947       | 52       | 52       |         | Decide no utilizar la medalla durante su mandato.                                                               |
| 42.º | Enrique Hertzog Garaizabal        | 1947-1949       | 1947-1949       | 53       | 53       |         | Porta la medalla conforme a ley.                                                                                |
| 43.º | Mamerto Urriolagoitia Harriague   | 1949-1951       | 1949-1951       | 54       | 54       |         | Porta la medalla conforme a ley.                                                                                |
| 44.º | Hugo Ballivián Rojas              | 1951-1952       | 1951-1952       | 55       | 55       |         | Porta la medalla conforme a ley.                                                                                |
| 45.º | Víctor Ángel Paz Estenssoro       | I               | 1952-1956       | 56       | 56       |         | Porta la medalla conforme a ley.                                                                                |
| 45.º | Víctor Ángel Paz Estenssoro       | II              | 1960-1964       | 58       | 58       |         | Porta la medalla conforme a ley.                                                                                |
| 45.º | Víctor Ángel Paz Estenssoro       | III             | 1964            | 59       | 59       |         | Porta la medalla conforme a ley.                                                                                |
| 45.º | Víctor Ángel Paz Estenssoro       | IV              | 1985-1989       | 78       | 78       |         | Porta la medalla conforme a ley.                                                                                |
| 46.º | Hernán Siles Zuazo                | I               | 1956-1960       | 57       | 57       |         | Porta la medalla conforme a ley.                                                                                |
| 46.º | Hernán Siles Zuazo                | II              | 1982-1985       | 77       | 77       |         | Porta la medalla conforme a ley.                                                                                |
| 47.º | René Barrientos Ortuño            | I               | 1964-1965       | 60       | 60       |         | Porta la medalla conforme a ley.                                                                                |
| 47.º | René Barrientos Ortuño            | II              | 1965-1966       | CoP      | 61       |         | Porta la medalla conforme a ley.                                                                                |
| 47.º | René Barrientos Ortuño            | III             | 1966-1969       | 63       | 63       |         | Porta la medalla conforme a ley.                                                                                |
| 48.º | Alfredo Ovando Candía             | I               | 1965-1966       | CoP      | 61       |         | Porta la medalla conforme a ley.                                                                                |
| 48.º | Alfredo Ovando Candía             | II              | 1966            | 62       | 62       |         | Porta la medalla conforme a ley.                                                                                |
| 48.º | Alfredo Ovando Candía             | III             | 1969-1970       | 65       | 65       |         | Porta la medalla conforme a ley.                                                                                |
| 49.º | Luis Adolfo Siles Salinas         | 1969            | 1969            | 64       | 64       |         | Porta la medalla conforme a ley.                                                                                |
| 50.º | Juan José Torres González         | 1970-1971       | 1970-1971       | 66       | 66       |         | Porta la medalla conforme a ley.                                                                                |
| 51.º | Hugo Banzer Suárez                | I               | 1971-1978       | 67       | 67       |         | Porta la medalla conforme a ley.                                                                                |
| 51.º | Hugo Banzer Suárez                | II              | 1997-2001       | 81       | 81       |         | Porta la medalla conforme a ley.                                                                                |
| 52.º | Juan Pereda Asbún                 | 1978            | 1978            | 68       | 68       |         | Porta la medalla conforme a ley.                                                                                |
| 53.º | David Padilla Arancibia           | 1978-1979       | 1978-1979       | 69       | 69       |         | Porta la medalla conforme a ley.                                                                                |
| 54.º | Walter Guevara Arze               | 1979            | 1979            | 70       | 70       |         | Porta la medalla conforme a ley.                                                                                |
| 55.º | Alberto Natusch Busch             | 1979            | 1979            | 71       | 71       |         | No existe constancia de que la haya usado.                                                                      |
| 56.º | Lidia Gueiler Tejada              | 1979-1980       | 1979-1980       | 72       | 72       |         | Porta la medalla conforme a ley.                                                                                |
| 57.º | Luis García Meza Tejada           | 1980-1981       | 1980-1981       | 73       | 73       |         | Porta la medalla conforme a ley.                                                                                |
| 58.º | Celso Torrelio Villa              | 1981-1982       | 1981-1982       | 75       | 75       |         | Decide no utilizar la medalla durante su mandato.                                                               |
| 59.º | Guido Vildoso Calderón            | 1982            | 1982            | 76       | 76       |         | Porta la medalla conforme a ley.                                                                                |
| 60.º | Jaime Paz Zamora                  | 1989-1993       | 1989-1993       | 79       | 79       |         | Porta la medalla conforme a ley.                                                                                |
| 61.º | Gonzalo Sánchez de Lozada         | I               | 1993-1997       | 80       | 80       |         | Porta la medalla conforme a ley.                                                                                |
| 61.º | Gonzalo Sánchez de Lozada         | II              | 2002-2003       | 83       | 83       |         | Porta la medalla conforme a ley.                                                                                |
| 62.º | Jorge Fernando Quiroga Ramírez    | 2001-2002       | 2001-2002       | 82       | 82       |         | Porta la medalla conforme a ley.                                                                                |
| 63.º | Carlos Diego de Mesa Gisbert      | 2003-2005       | 2003-2005       | 84       | 84       |         | Porta la medalla conforme a ley.                                                                                |
| 64.º | Eduardo Rodríguez Veltzé          | 2005-2006       | 2005-2006       | 85       | 85       |         | Porta la medalla conforme a ley.                                                                                |
| 65.º | Juan Evo Morales Ayma             | I               | 2006-2010       | 86       | 86       |         | Porta la medalla conforme a ley.                                                                                |
| 65.º | Juan Evo Morales Ayma             | II              | 2010-2015       | 87       | 87       |         | Porta la medalla conforme a ley.                                                                                |
| 65.º | Juan Evo Morales Ayma             | III             | 2015-2019       | 88       | 88       |         | Porta la medalla conforme a ley.                                                                                |
| 66.º | Jeanine Áñez Chávez               | 2019-2020       | 2019-2020       | 89       | 89       |         | Porta la medalla conforme a ley.                                                                                |
| 67.º | Luis Alberto Arce Catacora        | 2020-actualidad | 2020-actualidad | 90       | 90       |         | Porta la medalla conforme a ley.                                                                                |